# Hogna nefasta
Hogna nefasta là một loài nhện trong họ Lycosidae.
Loài này thuộc chi Hogna. Hogna nefasta được Tongiorgi miêu tả năm 1977.